# Liuhe (köpinghuvudort i Kina, Hubei Sheng, lat 30,30, long 115,58)
Liuhe (kinesiska: 刘河) är en köpinghuvudort i Kina. Den ligger i provinsen Hubei, i den centrala delen av landet, omkring 130 kilometer öster om provinshuvudstaden Wuhan. Antalet invånare är 67 756. Befolkningen består av 33 548 kvinnor och 34 208 män. Barn under 15 år utgör 20,0 %, vuxna 15-64 år 68 %, och äldre över 65 år 10,0 %.
Runt Liuhe är det tätbefolkat, med 613 invånare per kvadratkilometer. Närmaste större samhälle är Meichuan, 19,0 km söder om Liuhe. Trakten runt Liuhe består till största delen av jordbruksmark.
Genomsnittlig årsnederbörd är 1 892 millimeter. Den regnigaste månaden är maj, med i genomsnitt 282 mm nederbörd, och den torraste är januari, med 46 mm nederbörd.